# 암흑물질
암흑 물질(暗黑 物質, 영어: dark matter)은 우주 물질의 약 85%를 차지하는 것으로 생각되는 가설 상의 물질의 형태이다. 암흑 물질은 전자기장과 상호 작용하지 않는 것처럼 보이기 때문에 암흑이라고 불리는데 , 이는 전자기파를 흡수, 반사 또는 방출하지 않으므로 탐지하기 어렵다는 것을 의미한다. 다양한 천체물리학적 관측들, 즉 만일 볼 수 있는 것보다 더 많은 물질이 존재하지 않는다면 현재 받아들여지고 있는 중력 이론으로는 설명할 수 없는 중력적 효과를 포함하는 관측들은 암흑 물질의 존재를 암시한다. 이러한 이유로, 대부분의 전문가들은 암흑 물질이 우주에 풍부하고 그것의 구조와 진화에 강한 영향을 미쳤다고 생각한다.
암흑 물질에 대한 주요 증거는 만일 많은 은하들이 보이지 않는 물질을 많이 포함하지 않는다면 상당히 다르게 행동할 것이라는 것을 보여주는 계산으로부터 나온다. 어떤 은하들은 전혀 형성되지 않았을 것이고 다른 것들은 현재처럼 움직이지 않을 것이다. 다른 계열들의 증거로는 관측 가능한 우주의 현재 구조의 천문학적 관측에 따른, 중력 렌즈와 우주 마이크로파 배경에서의 관측, 은하들의 형성과 진화, 은하 충돌들 동안 질량 위치 및 은하단들 내의 은하들의 운동이 있다. 우주론의 표준 ΛCDM 모형에서는, 우주의 총 질량-에너지 함량은 5%의 일반 물질과 에너지, 26.8%의 암흑 물질, 그리고 암흑 에너지로 알려진 에너지 형태의 68.2%를 포함한다. 따라서, 암흑 에너지와 암흑 물질은 총 질량-에너지 내용물의 95%를 구성하는 반면에, 암흑 물질은 총 질량의 85%를 구성한다.
아직 암흑 물질을 직접 관찰한 사람이 없기 때문에, 존재한다고 가정하면, 중력을 통하지 않고는 일반 중입자 물질 및 복사와 거의 상호 작용하지 않아야만 한다. 대부분의 암흑 물질은 비중입자로 생각된다; 그것은 미발견의 어떤 아원자 입자들로 구성되어 있을 수 있다. 암흑 물질의 주요 후보는 아직 발견되지 않은 새로운 종류의 기본 입자, 특히 약하게 상호작용하는 무거운 입자(WIMP)이다. 다른 가능성은 원시 블랙홀과 같은 블랙홀을 포함한다. 암흑 물질 입자를 직접 탐지하고 연구하기 위한 많은 실험이 활발히 진행되고 있지만 성공하지 못했다. 암흑 물질은 속도(더 정확하게는 자유 스트리밍(free streaming) 길이)에 따라 "차가운", "따뜻한" 또는 "뜨거운" 것으로 분류된다. 현재 모형은, 입자들의 점진적으로 축적에 의해서 구조들이 창발하는(structures emerge) 차가운 암흑 물질 시나리오를 선호한다.
과학 커뮤니티는 일반적으로 암흑 물질의 존재를 인정하지만, 일반적인 암흑 물질로는 잘 설명되지 않는 특정 관측에 흥미를 느낀, 일부 천체 물리학자들은, 일반 상대성 이론의 표준 법칙의 다양한 수정들을 주장한다. 여기에는 수정 뉴턴 역학, 텐서-벡터-스칼라 중력(tensor–vector–scalar gravity) 또는 엔트로피적 중력이 포함된다. 그렇지만, 지금까지 제안된 모형들 중 어느 것도 관측된 모든 현상을 한 번에 정확하게 설명할 수 없으며(관측적 증거에 대한 섹션을 참조), 만일 중력을 수정해야 하는 경우라도, 암흑 물질의 일부 형태가 여전히 필요할 것임을 시사한다.

## 역사

### 초기 역사
암흑 물질의 가설은 한 정교한 역사를 가지고 있다. 본문이 1884년에 행해진 일련의 강의를 기반으로 하는 분자 역학 및 빛의 파동 이론에 대한 볼티모어 강의 책의 부록에서, 켈빈 경은, 태양의 나이가 2000만 년에서 1억 년이라고 가정할 때, 태양 근처의 별들의 관측된 속도 분산으로부터 태양 주위의 별들의 잠재적인 수에 대해 논의했다. 그는 만일 태양에서 1킬로파섹(시차가 1밀리초각이 되는 거리) 이내에 1억 개의 별이 있다면 어떤 일이 일어날지 제시했다. 켈빈 경은 "우리 별의 대부분, 아마도 대다수는 암흑체일 수 있다"고 결론지었다. 1906년에, 앙리 푸앵카레는 "우리 은하와 기체 이론(The Milky Way and Theory of Gases)"에서 캘빈의 작업을 논의할 때 프랑스어 용어 matière obscure("암흑 물질")를 사용했다. 그는 암흑 물질의 양이 눈에 보이는 물질의 양보다 적어야 한다는 것을 발견했다.
항성 속도를 사용하여 암흑 물질의 존재를 최초로 제안한 사람은 1922년 네덜란드 천문학자 야코뷔스 캅테인이다. 1930년의 한 출판물은 스웨덴의 크누트 룬드마크Knut Lundmark가 우주가 우리가 관찰할 수 있는 것보다 훨씬 더 많은 질량을 포함해야만 한다는 사실을 처음으로 깨달았다고 지적한다. 네덜란드인과 전파 천문학의 개척자 얀 오르트도 또한 1932년에 암흑 물질의 존재를 가정했다. 오르트는 국부은하군에서의 별의 운동을 연구하고 은하계 평면의 질량이 관찰된 것보다 더 커야 함을 발견했으나, 이 측정은 나중에 잘못된 것으로 밝혀졌다.
1933년에, 캘리포니아 공과대학에서 일하면서 은하단을 연구한, 스위스 천체물리학자 프리츠 츠비키도 비슷한 추론을 했다. 츠비키는 비리얼 정리를 머리털자리 은하단에 적용했고 그가 Dunkle Materie ('암흑 물질')라고 불렀던 보이지 않는 질량의 증거를 얻었다. 츠비키는 가장자리 근처의 은하의 움직임을 기반으로 질량을 추정했고 또한 밝기와 은하의 수를 기반으로 한 추정과 비교했다. 그는 성단이 육안으로 관측할 수 있는 것보다 약 400배 더 많은 질량을 갖고 있다고 추정했다. 보이는 은하들의 중력 효과는 그러한 빠른 궤도에 비해 너무 작았으므로, 따라서 질량은 시야에서 감추어져 있음에 틀림 없다. 이러한 결론에 기초하여, 츠비키는 질량과 은하단을 함께 유지하는 관련 중력적 인력을 제공하는 일부의 보이지 않는 물질을 추론했다. 츠비키의 추정치는 주로 허블 상수의 쓸모없게 된 값으로 인해 한 차수 이상 벗어났다; 오늘날 동일한 계산은, 빛나는 물질에 대해 더 큰 값들을 사용하여, 더 작은 부분을 보여준다. 그럼에도 불구하고, 츠비키는 자신의 계산에서 믈질의 대부분이 어둡다는 결론을 올바르게 내렸다.
질량-광도 비율 이상에 대한 추가 징후는 은하 회전 곡선의 측정에서 나왔다. 1939년에, 호레이스 W. 밥콕Horace W. Babcock은 안드로메다 성운(지금은 안드로메다 은하로 알려짐)의 회전 곡선을 보고했는데, 이는 질량-광도 비율이 방사상으로 증가함을 시사했다. 그는 그것을 은하 내에서 빛을 흡수하거나 또는 나선 외부 부분의 수정된 역학 때문이지 그가 발견한 누락된 물질 때문이 아니라고 생각했다. 밥콕의 1939년 안드로메다 은하의 외곽에서 예상치 못한 빠른 회전과 또한 50의 질량-광도 비율의 보고에 이어서; 1940년에 얀 오르트는 NGC 3115의 보이지 않는 거대한 헤일로를 발견했고 또한 그것에 관하여 기록했다.

### 1960년대
나중에 SETI 연구소의 선임 천문학자가 된 세스 쇼스탁Seth Shostak이 수행한, 초기 전파 천문학 관측들은, 6개의 은하들이 그 외곽 지역들에서 너무 빠르게 회전하는 것으로 나타났는데. 이는 그들의 궤도를 유지하는 데 필요한 중력적 끌어당김을 만드는 수단으로서 암흑 물질의 존재를 가리킨다.

### 1970년대
1960년대와 1970년대의 베라 루빈, 켄 포드Kent Ford, 켄 프리먼Ken Freeman의 연구는, 또한 은하 회전 곡선들을 사용하여 훨씬 강력한 증거를 제공했다. 루빈과 포드는 새로운 분광계(spectrograph)를 사용하여 가장자리가 연결된 나선 은하의 속도 곡선을 더 정확하게 측정했다. 이 결과는 1978년에 확인되었다. 그들은 대부분의 은하들은 보이는 질량의 약 6배에 달하는 암흑 물질을 포함하고 있음을 보여주었고; 따라서, 1980년경까지는 암흑 물질에 대한 명백한 필요성이 천문학에서 한 주요 미해결 문제로 널리 인식되었다.
루빈과 포드가 광학적 회전 곡선들을 탐색하는 동시에, 전파 천문학자들은 근처 은하들에 있는 21cm의 수소 원자 선을 매핑하기 위하여 새로운 전파 망원경들을 사용하고 있었다. 성간 원자 수소(H-I 영역)의 방사 분포는 종종 광학적 연구에 의해서 접근할 수 있는 것보다 훨씬 더 큰 은하 반지름에까지 확장되어, 회전 곡선의 샘플링 - 따라서 전체 질량 분포-이 새로운 역학 체제(regime)로 확장된다. 그린 뱅크 천문대(Green Bank Observatory)에 있는 300피트 망원경과 조드럴 뱅크 천문대에 있는 250피트 접시 안테나를 사용한 안드로메다의 초기 매핑은 이미 H-I 회전 곡선이 예상되는 케플러적 감소를 추적하지 않는다는 것을 보여주었다. 보다 민감한 수신기를 사용할 수 있게 되면서, 모턴 로버츠Morton Roberts와 로버트 화이트허스트Robert Whitehurst는 안드로메다의 회전 속도를, 광학적 측정을 훨씬 넘어서, 30kpc까지 추적할 수 있었다. 큰 반경에서 가스 디스크를 추적하는 것의 장점을 설명하는 해당 논문의 그림 16은, 외부 은하 회전 곡선의 편평도를 나타내면서, 광학 데이터(더 멀리 떨어진 단일 점과 더불어 15kpc 미만의 반경에서의 점들의 클러스터)를 20-30 kpc 사이에서 H-I 데이터와 결합한다; 중앙에서 정점을 이루는 실선 곡선은 광학적 표면 밀도이고, 다른 곡선은 누적 질량을 나타내지만, 가장 바깥쪽 측정에서도 여전히 선형으로 상승한다. 이와 동시에, 은하계 밖의 H-I 분광법을 위한 간섭계 배열들(interferometric arrays)의 사용이 개발되고 있었다. 1972년에, 데이비드 로그스타드David Rogstad와 세스 쇼스탁Seth Shostak은 오웬스 밸리 간섭계(Owens Valley interferometer)와 매핑된 5개의 나선에 대한 H-I 회전 곡선을 발표했다; 5개 모두의 회전 곡선들은 매우 평평하여, 확장된 H-I 디스크의 외부 부분에서 매우 큰 질량-광도 비율 값들을 제시했다.

### 1980년대
1980년대의 일련의 관측들은 은하단들에 의한 배경 물체들의 중력 렌즈 효과, 은하들과 은하단들의 뜨거운 가스의 온도 분포 및 우주 마이크로파 배경의 비등방성들의 패턴을 포함하여, 암흑 물질의 존재를 지지했다. 우주론자들 사이의 합의에 따르면, 암흑 물질은 주로 아직 특성화되지 않은 한 유형의 아원자 입자로 구성되어 있다. 다양한 수단을 통해서, 이 입자를 찾는 것은 입자 물리학에서의 증요한 노력들 중 하나이다.

## 기술적 정의
표준 우주론에서는, 물질은 그 에너지 밀도가 척도인자의 역세제곱, 즉 ρ ∝ a−3으로 비례하는(scale) 어떤 것이다. 이것은 척도인자의 역 네제곱 ρ ∝ a−4으로 척도화되는 복사 및 a와 무관한 우주상수와 대조된다. 물질과 복사에 대한 다른 척도인자는 복사 적색편이의 결과이다; 예를 들어, 일반 상대성이론에서 우주 팽창을 통해 관측 가능한 우주의 직경을 점진적으로 두 배로 늘린 후에는 a는 두 배로 증가했다. 우주배경복사의 에너지는 반이 되었다(각 광자의 파장이 두 배가 되었기 때문이다); 초기의 표준 모형 중성미자와 같은, 초상대론적(ultra-relativistic) 입자의 에너지는 유사하게 반으로 줄어든다. (그렇지만, 현대 우주 시대에는, 이 중성미자 장은 냉각되었고 또한 물질과 더 유사하게 그리고 복사선과 덜 유사하게 거동하기 시작했다.) 우주상수는, 공간의 고유한 속성으로서, 고려되는 부피에 관계없이 일정한 에너지 밀도를 갖는다.
원칙적으로는, "암흑 물질"은 보이지 않지만 여전히 ρ ∝ a−3을 따르는 우주의 모든 구성 요소를 의미한다. 실제로는, "암흑 물질"이라는 용어는 암흑 물질의 비중입자 성분만을 의미하는 데 자주 사용되니, 즉, "실종된 중입자(missing baryons)"는 제외된다. 문맥이 일반적으로 어떤 의미를 의도하는지를 나타낼 것이다.

## 관측적 증거

### 은하 회전 곡선

전형적인 나선은하들의 회전 곡선: 예측(A)과 관측(B). 암흑 물질은 속도 곡선의 '평평한' 모양을 큰 반경까지 설명할 수 있다.

나선은하들의 팔들은 은하의 중심 주위를 회전한다. 나선은하의 광도 질량은 중심에서 외곽으로 갈수록 감소한다. 만일 광도 질량이 그 물질 전부였다면, 우리는 은하를 중심에 있는 점질량으로 모델링하고, 태양계에게와 유사하게, 그 주위를 도는 질량들을 시험할 수 있다. 케플러의 제2 법칙로부터, 회전 속도는 태양계와 유사하게 중심에서 멀어질수록 감소할 것으로 예상된다. 이것이 관측되지 않는다. 대신, 은하 회전 곡선은 중심에서 멀어질수록 평평하게 유지된다.
케플러의 법칙이 맞다면, 이 불일치를 해결하는 확실한 방법은 나선 은하의 질량 분포가 태양계의 질량 분포와 유사하지 않다는 결론을 내리는 것이다. 특히 은하의 외곽에는 비발광물질(암흑 물질)이 많이 존재한다.

### 속도 분산
갇힌(bound) 시스템들 속의 별들은 비리얼 정리를 따라야 한다. 측정된 속도 분포와 함께, 그 정리는, 타원 은하들 또는 구상 성단들과 같은, 한 구속된 시스템의 질량 분포를 측정하는 데 사용될 수 있다. 일부 예외를 제외하고, 타원 은하들의 속도 분산 추정치들은 항성 궤도의 복잡한 분포를 가정하더라도, 관측된 질량 분포에서 예측된 속도 분산과 일치하지 않는다.
은하 회전 곡선들과 마찬가지로, 불일치를 해결하는 명백한 방법은 비발광 물질의 존재를 가정하는 것이다.

### 은하단
은하단들의 질량은 세 가지 독립적인 방법으로 추정할 수 있기 때문에 그것들은 암흑 물질 연구들을 위해서 특히 중요하다:
- 성단들 내 은하들의 방사형 속도의 산란으로부터
- 성단의 뜨거운 가스에서 방출되는 X선으로부터. X선 에너지 스펙트럼과 선속으로부터 가스 온도와 밀도를 추정할 수 있으며, 따라서 압력을 제공한다; 압력과 중력 균형이 은하단의 질량 윤곽(profile)을 결정한다고 가정한다.
- 중력렌즈(보통 더 먼 은하들의)는 역학(예: 속도)의 관찰에 의존하지 않고 은하단단 질량들을 측정할 수 있다.

일반적으로, 이 세 가지 방법은 암흑 물질이 눈에 보이는 물질보다 대략 5 대 1로 더 무겁다는 것에 합리적인 일치가 있다.

### 중력렌즈 효과

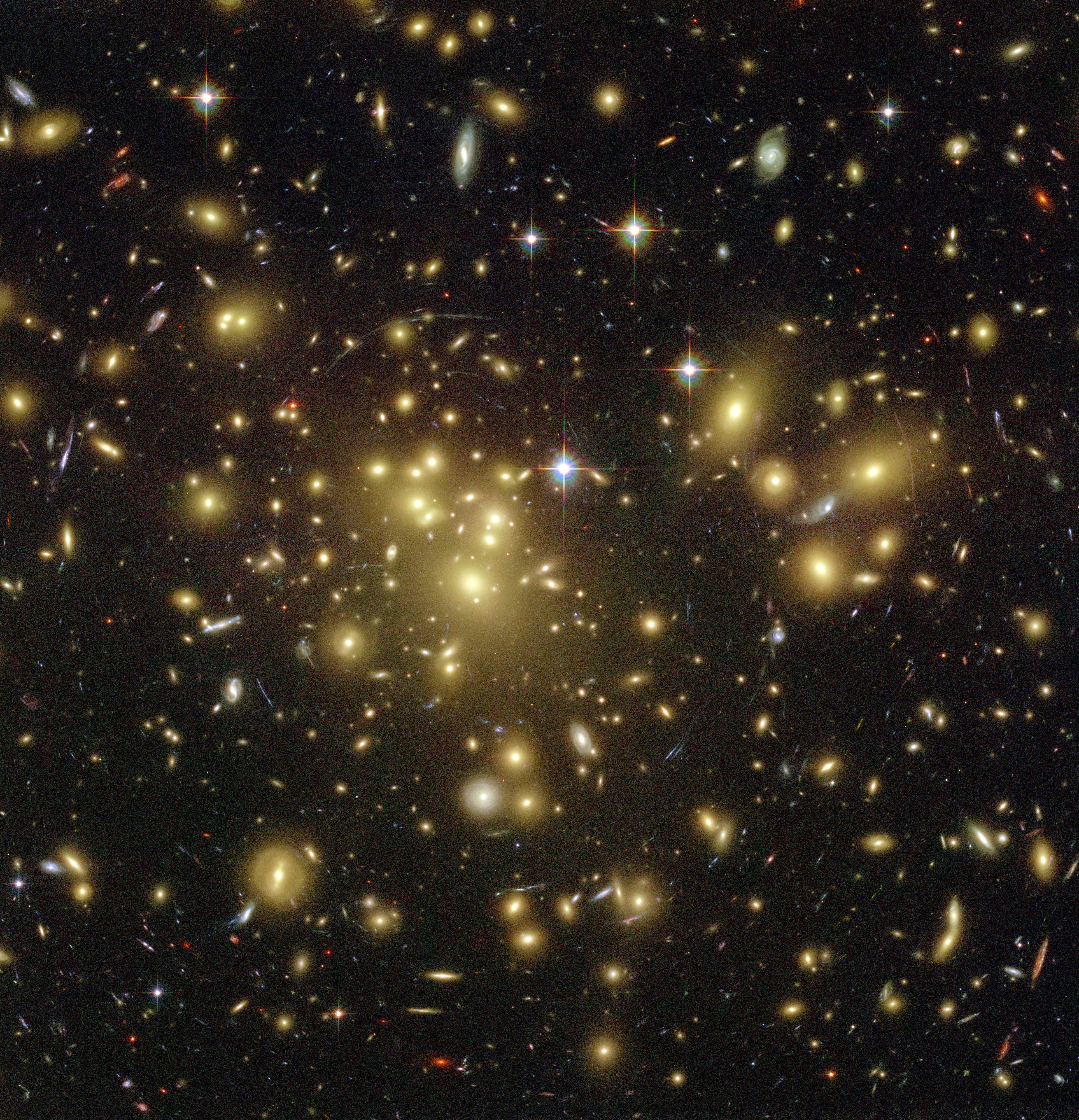
에이벨 1689에서 허블 우주망원경이 관측한 강력한 중력렌즈 효과는 암흑 물질의 존재를 나타낸다.

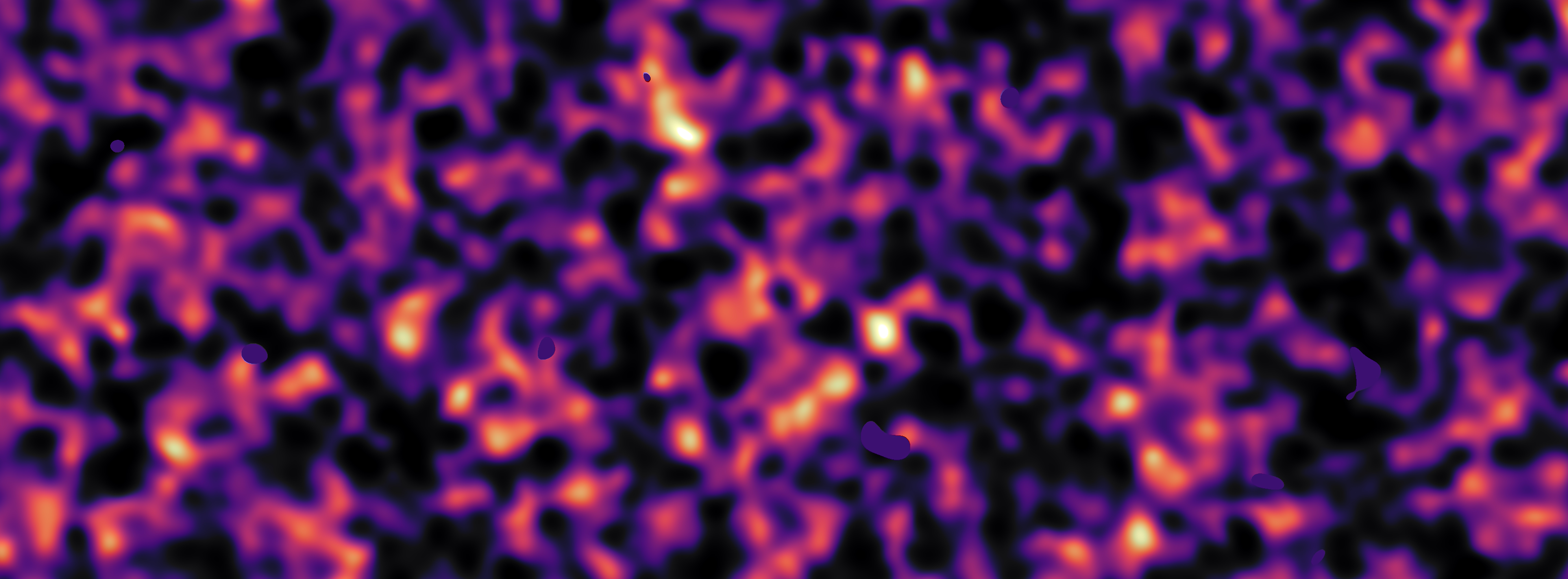
킬로-도(Kilo-Degree) 조사의 중력렌즈 효과 분석을 기반으로 한 하늘 조각에 대한 암흑 물질 지도.

일반 상대성이론의 결과 중 하나는 더 먼 소스(퀘이사 같은 것)와 관측자 사이에 무거운 물체(은하단 같은 것)가 빛을 굴절시키는 렌즈 역할을 해야 한다는 것이다. 물체가 더 무거울수록 더 큰 렌즈 효과가 관측된다.
강한 렌즈 효과는 빛이 중력렌즈를 통과할 때 배경 은하들이 호들로 왜곡되는 현상을 관측하는 것이다. 에이벨 1689를 비롯한 많은 먼 은하단들 주변에서 관찰되었다. 왜곡 기하를 측정함으로써, 간섭하는 은하단의 질량을 얻을 수 있다. 이것이 수행된 수십 가지 경우에서, 질량-광도 비율들은 은하단들의 동적 암흑 물질 측정치에 상응하여 얻어진다. 렌즈 효과는 이미지의 여러 복사본을 초래할 수 있다. 여러 이미지 사본의 분포를 분석함으로써, 과학자들은 MACS J0416.1-2403 은하단 주변의 암흑 물질 분포를 추론하고 매핑할 수 있었다.
약한 중력렌즈 효과(weak gravitational lensing)는 방대한 은하계 탐사들의 통계 분석을 사용하여, 은하계의 미세한 왜곡들을 조사한다. 인접한 배경 은하들의 겉보기 전단 변형을 조사하여 암흑 물질의 평균 분포를 특징지울 수 있다. 질량-광도 비율은 다른 거대구조 측정에 의해 예측된 암흑 물질 밀도에 대응한다.. 암흑 물질은 빛 자체를 구부리지 않는다; 질량(이 경우 암흑 물질의 질량)은 시공간을 휘게 한다. 빛은 시공간의 곡률을 따르고, 렌즈 효과를 초래한다.
2021년 5월에, 암흑 에너지 탐사(Dark Energy Survey) 공동 연구에 의해 한 새로운 상세한 암흑 물질 지도가 공개되었다. 추가로, 이 지도는 기계 학습 방법을 사용하여 이전에 발견되지 않은 은하계를 연결하는 필라멘트 구조를 밝혀냈다.
2023년 4월, 《네이처 천문학》(Nature Astronomy)의 연구는 타원은하 HS 0810+2554의 렌즈 효과의 원인이 되는 암흑 물질의 추론된 분포를 조사했고, 또한 암흑 물질 내의 간섭 패턴들에 대한 잠정적인 증거를 발견했다. 간섭 패턴들의 관측은 WIMP들과 호환되지 않지만, 10-22 eV 액시온들을 포함하는 시뮬레이션들과 호환될 것이다. 저자들은, 다른 천체물리학적 렌즈들을 조사함으로써 발견들을 확증할 필요성을 인정하면서도, "HS 0810+2554와 같은 까다로운 경우에서조차 렌즈 효과의 이상을 해결할 수 있는 (액시온 기반 암흑 물질) 능력은, 다른 천체물리학적 관측을 재현하는 데의 성공과 더불어서, 새로운 물리학이 액시온을 불러내는 방향으로 균형을 기울인다."라고 주장했다,

### 우주 마이크로파 배경
암흑 물질과 일반 물질은 모두 물질이지만, 같은 방식으로 행동하지는 않는다. 특히, 초기 우주에서는, 일반 물질은 이온화되어 톰슨 산란(Thomson scattering)을 통한 복사와 강하게 상호 작용했다. 암흑 물질은 복사와 직접 상호 작용하지 않지만, 그 중력 퍼텐셜(주로 대규모로)에 의해서, 또한 일반 물질의 밀도와 속도에 미치는 영향에 의해서 우주 마이크로파 배경(CMB)에 영향을 준다. 일반 및 암흑 물질 섭동들은, 그러므로, 시간이 지남에 따라 다르게 진화하고 CMB에 다른 흔적들을 남긴다.
우주 마이크로파 배경은 완전한 흑체에 매우 가깝지만 10만분의 몇의 매우 작은 온도 비등방성을 포함한다. 비등방성의 하늘 지도는 각도 파워 스펙트럼으로 분해될 수 있으며, 이는 거의 동일한 간격이지만 높이가 다른 일련의 음향 피크들을를 포함하는 것으로 관측된다. 일련의 피크는 CMBFAST 및 CAMB와 같은 최신 컴퓨터 코드에 의해서 가정된 우주론적 매개변수들의 어떤 집합에 대해서 예측될 수 있으며, 또한 이론을 데이터에 일치시키는 것은 우주론적 매개변수를 제약한다. 세 번째 피크는 암흑 물질의 밀도와 주로 관련이 있는 반면에, 첫 번째 피크는 대부분 중입자의 밀도를 보여주며, 물질의 밀도와 원자의 밀도를 측정한다.
CMB 비등방성은 1992년 COBE에 의해 처음 발견되었지만, 음향 피크를 감지하기에는 해상도가 너무 낮았다. 2000년 풍선을 이용한 BOOMERanG 실험에 의해 첫 번째 음향 피크가 발견된 후, 파워 스펙트럼은 2003-2012년 WMAP에 의해 정확하게 관측되었으며, 또한 2013-2015년에 플랑크 위성에 의해서 훨씬 더 정확하게 관측되었다. 그 결과들은 ΛCDM 모델을 지지한다.
관측된 CMB 각도 파워 스펙트럼은, 암흑 물질의 정확한 구조가 ΛCDM 모형에 의해서는 잘 맞지만, 수정 뉴턴 역학(MOND)과 같은 경쟁 모델로 재현하기 어렵기 때문에, 암흑 물질을 지지하는 강력한 증거를 제공한다.

### 구조 형성

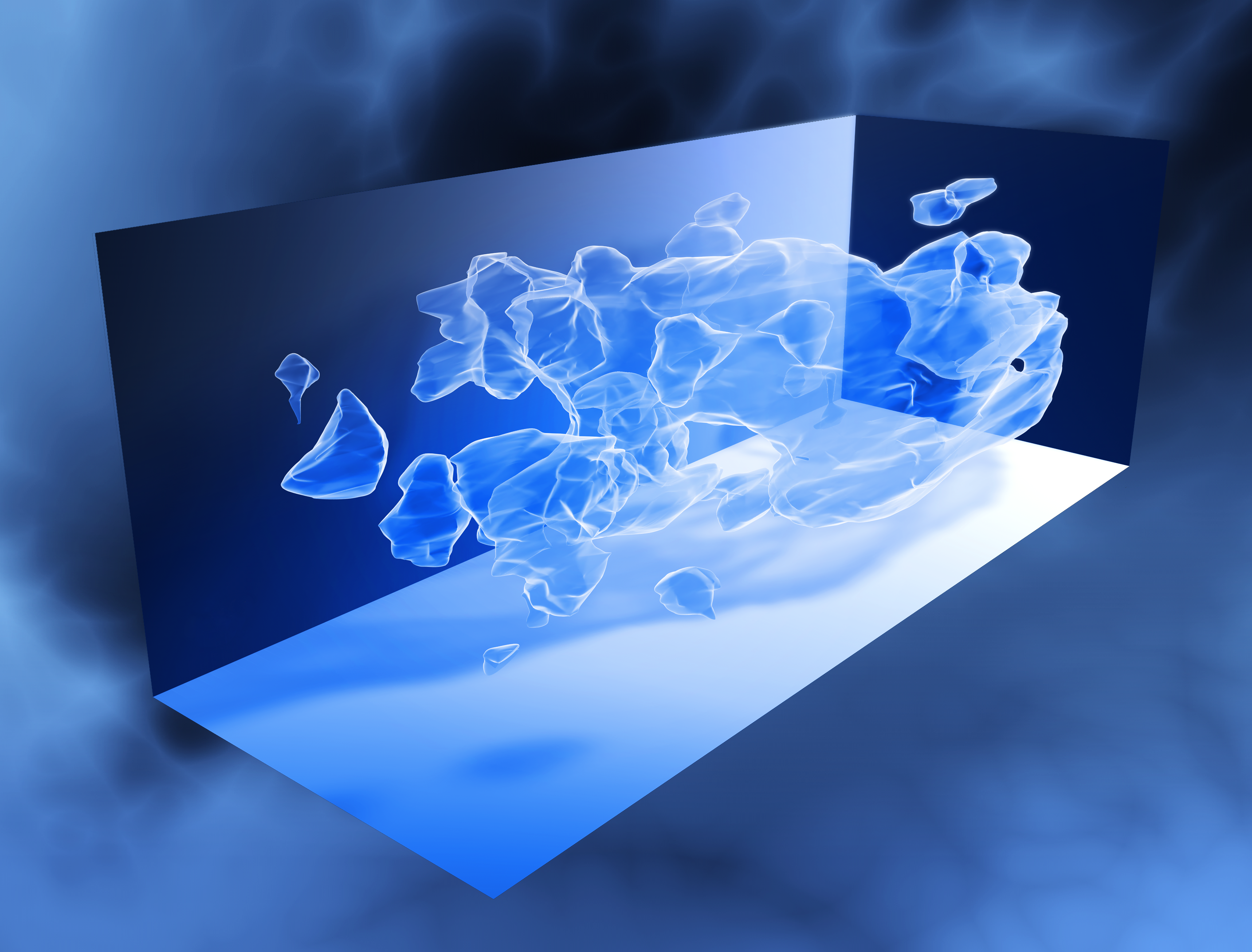
허블 우주 망원경으로 약한 중력 렌즈 효과 측정으로부터 재구성한 암흑 물질의 대규모 분포에 대한 3D 지도.

구조 형성은 대폭발 이후 밀도 섭동이 붕괴되어 별들, 은하들 및 은하단들을 형성한 기간을 나타낸다. 구조 형성 이전에, 일반 상대성이론에 대한 프리드만 해법은 균질한 우주를 설명한다. 나중에는, 작은 비등방성이 점차 성장하여 균질한 우주를 별들, 은하들 및 거대구조로 응축했다. 일반 물질은, 극초기에는 우주의 지배적인 요소인, 복사의 영향을 받는다. 결과적으로, 밀도 섭동들이 씻겨 나가고 또한 구조로 응축될 수 없었다. 만일 우주에 일반 물질만 있었다면, 밀도 섭동들이 현재 보이는 은하들와 은하단들로 성장할 충분한 시간이 없었을 것이다.
암흑 물질은 복사의 영향을 받지 않기 때문에 이 문제에 대한 해결책을 제공한다. 그러므로, 밀도 섭동들이 먼저 성장할 수 있다. 그 결과적인 중력 퍼텐셜은 일반 물질이 나중에 붕괴할 수 있는 어떤 매력적인 퍼텐셜 우물로 작용하여 그 구조 형성 과정을 가속화시킨다

### 총알 은하단
만일 암흑 물질이 존재하지 않는다면, 그 다음으로 가장 가능성이 높은 설명은 일반 상대성이론―우세한 중력 이론―이 틀렸고 수정되어야 한다는 것이다. 최근 두 은하단의 충돌 결과인, 총알 은하단은, 겉보기 질량 중심이 중입자 질량 중심에서 멀리 떨어져 있기 때문에, 수정된 중력 이론에 대한 도전을 제공한다. 표준 암흑 물질 모형은 이 관찰을 쉽게 설명할 수 있지만, 수정된 중력 이론은 특히 관찰 증거가 모형-독립적이기 때문에 훨씬 더 어려움을 겪는다.

### Ia형 초신성 거리 측정
Ia형 초신성들은 우주가 과거에 얼마나 빨리 팽창했는지 측정하는 데 사용될 수 있는 은하외 거리를 측정하는 표준 촉광으로 사용될 수 있다..데이터는 우주가 가속 속도로 팽창하고 있음을 나타내며, 그 원인은 보통 암흑 에너지 탓으로 돌려진다. 관측들은 우주가 거의 평평하다는 것을 나타내므로 우주에 있는 모든 것의 총 에너지 밀도는 합이 1 (Ωtot ≈ 1)이 되어야만 한다. 측정된 암흑 에너지 밀도는 ΩΛ ≈ 0.690이다; 관측된 일반(중입자) 물질 에너지 밀도는 Ωb ≈ 0.0482 이고 또한 복사의 에너지 밀도는 무시할 수 있다. 이것은 그럼에도 불구하고 물질처럼 행동하는 어떤 누락된 Ωdm ≈ 0.258 (위의 기술 정의 섹션 참조)―암흑 물질을 남긴다.

### 전천 탐사 및 중입자 음향 진동
중입자 음향 진동(BAO)들은 커다란 척도에서 우주의 가시적 중입자 물질(보통 물질)의 밀도 내의 요동들이다. 이들은 초기 우주의 광자-중입자 유체의 음향 진동으로 인하여 발생할 것으로 ΛCDM 모형에서 예측되고, 또한 우주 마이크로파 배경 각도 파워 스펙트럼에서 관측될 수 있다. BAO는 중입자에 대해 선호하는 길이 척도를 설정한다. 암흑 물질과 중입자가 재결합 후에 함께 뭉쳐 있기 때문에, 그 효과는 가까운 우주의 은하 분포에서는 훨씬 더 약하지만, 은하들 쌍이 130~160 Mpc만큼 떨어져 있는 것에 비해서, 147 Mpc만큼 떨어져 있는 것들을 위해서는 미묘한(≈1%) 선호도로 감지될 수 있다. 이 특징은 1990년대에 이론적으로 예측되었고 또한 2005년 두 개의 대형 은하 적색편이 조사인, 슬론 디지털 전천 탐사(Sloan Digital Sky Survey)와 2dF 은하 적색편이 탐사에서 발견되었다. CMB 관측들과 은하 적색편이 탐사(redshift survey)들의 BAO 측정들을 결합하면 허블 상수와 우주의 평균 물질 밀도에 대한 한 정확한 추정치를 얻을 수 있다. 그 결과들은 ΛCDM 모형을 지지한다.

### 적색편이-공간 왜곡
대형 은하 적색편이 탐사들은 은하 분포의 3차원 지도를 만드는 데 사용될 수 있다. 이 지도들은 관측된 적색편이로부터 거리를 추정하기 때문에 조금 왜곡된다. 적색편이는 지배적인 허블 팽창 항 외에 은하의 소위 독특한 속도의 기여를 포함한다. 평균적으로, 초은하단들은 중력으로 인해 우주적 평균보다 느리게 팽창하는 반면, 거시공동들은 평균보다 빠르게 팽창한다. 적색편이 지도에서, 초은하단 앞에 있는 은하들은 초은하단을 향하는 과도한 방사상의 속도를 가지며 거리가 암시하는 것보다 약간 더 높은 적색편이를 갖는 반면 초은하단 뒤의 은하들은 거리에 비해서 약간 낮은 적색편이를 갖는다. 이 효과는 초은하단이 방사상으로 눌려진 것처럼 보이도록 하고, 또한 마찬가지로 거시공동들은 늘어난다. 그들의 각도 위치들은 영향을 받지 않는다. 이 효과는 실제 모양을 알 수 없기 때문에 한 구조에 대해 감지할 수 없지만, 여러 구조들에 대해서는 평균화하여 측정할 수 있다. 1987년 닉 카이저Nick Kaiser에 의해 정량적으로 예측되었으며, 또한 2dF 은하 적색편이 탐사에 의해 2001년에 처음으로 결정적으로 측정되었다. 결과들은 ΛCDM 모형과 일치한다.

### 라이먼-알파 숲
천문 분광학에서, 라이만-알파 숲은 먼 은하들과 퀘이사들의 스펙트럼에서 중성 수소의 라이먼-알파 전이에서 발생하는 흡수선들의 합이다. 라이먼-알파 숲 관측은 또한 우주론적 모형들을 제한할 수 있다. 이러한 제약 조건등은 WMAP 데이터에서 얻은 것들과 일치한다.

## 이론적 분류

### 구성
아래 표에 나와 있는 것처럼 암흑 물질이 무엇으로 구성될 수 있는지에 대한 다양한 가설이 있다.
| 가벼운 보손들                              | 양자 색역학 액시온들                                      |
| 가벼운 보손들                              | 액시온 같은 입자들(WISP)                                  |
| 가벼운 보손들                              | 퍼지 차가운 암흑 물질(fuzzy cold dark matter)             |
| 중성미자들                                 | 표준 모형                                                 |
| 중성미자들                                 | 비활성 중성미자들                                         |
| 약한 척도(weak scale)                      | 초대칭                                                    |
| 약한 척도(weak scale)                      | 추가 차원                                                 |
| 약한 척도(weak scale)                      | 작은 힉스(little Higgs)                                   |
| 약한 척도(weak scale)                      | 유효 이론                                                 |
| 약한 척도(weak scale)                      | 단순화 모형                                               |
| 다른 입자들                                | 약하게 상호작용하는 무거운 입자(WIMP)들                   |
| 다른 입자들                                | 자체 상호작용하는 암흑 물질(Self-interacting dark matter) |
| 다른 입자들                                | 기묘체                                                    |
| 초유체 진공 이론 (superfluid vacuum theory |                                                           |
| 동적 암흑 믈질(Dynamical Dark Matter)      |                                                           |
| 거시적                                     | 원시 블랙홀                                               |
| 거시적                                     | 무겁고 조밀한 헤일로 물체들(MaCHOs)                       |
| 거시적                                     | 거시적 암흑 물질(Macros)                                  |
| 수정 중력(MOG)                             | 수정 뉴턴 역학(MoND)                                      |
| 수정 중력(MOG)                             | 텐서–벡터–스칼라 중력(TeVeS)                              |
| 수정 중력(MOG)                             | 엔트로피적 중력                                           |

암흑 물질은 주로 중력을 통해 가시적 물질(예: 항성들과 행성들)과 상호작용하는 모든 물질을 지칭할 수 있다. 따라서 원칙적으로 새로운 유형의 기본 입자로 구성될 필요는 없지만, 적어도 부분적으로는, 양성자들이나 중성자들과 같은 표준 중입자 물질로 구성될 수 있다.

#### 중입자 물질
사라진 중입자 문제(missing baryon problem)와 혼동하지 말것.

천문학자들에게 친숙한, 행성들, 갈색왜성들, 적색왜성들, 볼 수 있는별들, 백색왜성들, 중성자별들, 그리고 블랙홀들을 포함하는 대부분의 평범한 물질은, 중입자 물질(대부분의 일반 물질의 질량을 지배하는 중입자를 지칭하는)이라고 불린다. 단독인 블랙홀들, 중성자별들, 다 타버린 왜성들, 그리고 거대한 큰 물체들은 모두 MACHO(거대 컴팩트 헤일로 천체 Massive compact halo object)로 알려져 있다; 일부 과학자들은 처음에는 중입자의 MACHO들이 모든 암흑 물질을 설명하고 설명할 수 있기를 바랐다.
그렇지만, 여러 선상들의 증거에 따르면 암흑 물질의 대부분은 중입자로 구성되어 있지 않음을 시사한다:
- 충분한 확산, 중입자 가스 또는 먼지는 별들이 백라이트를 받을 때 볼 수 있을 것이다.
- 대폭발 핵합성 이론은 관측된 화학 원소의 존재비를 예측한다. 만일 중입자들이 더 많다면, 대폭발(빅뱅) 동안 더 많은 헬륨, 리튬 및 더 무거운 원소들이 합성되어야 한다.[101][102] 관측된 존재비와 일치하려면 중입자 물질이 우주 임계 밀도의 4-5%를 구성해야 한다. 대조적으로, 거대구조 및 다른 관측들은 전체 물질 밀도가 임계 밀도의 약 30%임을 나타낸다.[83]
- 우리은하에서 중력 마이크로렌즈 효과(gravitational microlensing)에 대한 천문학적 탐구는 암흑 물질의 기껏해야 아주 작은 부분만이 어둡고, 컴팩트한 천체들(MACHO들 기타)에 있을 수 있다는 것을 발견했다; 제외된 물체 질량들의 범위는 지구 질량의 절반에서 최대 30배 태양 질량까지이며, 그것은 거의 모든 그럴듯한 후보들을 포함한다.[103][104][105][106][107][108]
- 우주 마이크로파 배경 내의 작은 불규칙성들(비등방성들)에 대한 상세한 분석들.[109] WMAP과 플랑크에 의한 관측들에 따르면 전체 물질의 약 6분의 5는 중력 효과들을 통해서만 일반 물질 또는 광자들과 현저하게 상호 작용하는 어떤 형태임을 나타낸다.

#### 비중입자 물질
비중입자 암흑물질의 후보는 액시온들, 비활성 중성미자들, 약하게 상호작용하는 무거운 입자들(WIMPs), 중력-상호작용하는 무거운 입자(GIMP), 초대칭 입자들, 또는 지온(Geon)들과 같은 가상 입자들이다. 이미 관찰된 세 가지 중성미자 유형들은 참으로 풍부하고, 암흑이며, 물질이지만 개별 질량들이 ―아무리 불확실할지라도- 너무 아주 작기 때문에, 그것들은 거대구조와 높은-적색편이 은하들로부터 파생된 한계로 인해, 암흑 물질의 작은 부분만 공급할 수 있다.
중입자 물질과 달리, 비중입자 물질은 초기 우주의 원소들의 형성에 기여하지 않았으므로(대폭발 핵합성) 그 존재는 중력 효과나, 또는 약한 증력렌즈 효과를 통해서만 드러난다. 게다가, 그것을 구성하는 입자들이 초대칭이라면, 자기 자신과 쌍소멸 상호작용을 일으켜, 감마선들 및 중성미자들(간접 탐지)과 같은 관찰 가능한 부산물들을 초래할 가능성이 있다.

#### 암흑 물질 응집 및 고밀도 암흑 물질 천체들
암흑 물질이 약하게-상호작용하는 입자들로 구성되어 있다면, 명백한 질문은 그것이 행성들, 항성들 또는 블랙홀들과 동등한 천체들을 형성할 수 있는가 하는 것이다. 역사적으로, 대답은 다음 두 가지 요인 때문에 불가능하다는 것이다:
에너지를 잃는 어떤 효율적인 수단들이 부족하다.
보통의 물질은 에너지를 잃을 수 있는 수많은 방법을 가지고 있기 때문에 고밀도 천체들을 형성한다. 압축 중이나 또는 중력에 의해 "안쪽으로" 떨어지는 동안 에너지를 얻기 때문에, 에너지를 잃는 것은 천체 형성에 필수적일 것이며, 또한 그것이 어떤 방법으로 에너지를 잃을 수 없으면, 가열되고 또한 속도와 운동량을 증가시킬 것이다. 암흑 물질은 단순히 중력을 제외한 다른 방법으로 강하게 상호작용할 수 없기 때문에, 에너지를 잃을 수 있는 수단이 부족한 것으로 보인다. 비리얼 정리는 그러한 한 입자는 점진적으로 형성되는 천체에 묶인 채로 있지 않을 것암을 시사한다-그 천체가 형성되고 압축되기 시작했음에 따라서, 그 안의 암흑 물질 입자들은 속도가 빨라지고 탈출하는 경향이 있다.
구조들을 형성하는 데 필요한 다양한 상호작용이 부족하다.
일반 물질은 다양한 방식으로 상호작용하고, 그것은 물질이 더 복잡한 구조들을 형성할 수 있게 허용한다. 예를 들어, 별들은 중력을 통해 형성되지만, 그 안의 입자는 상호작용하여 충분히 에너지가 생길 때 핵융합을 통해 중성미자들과 전자기 복사의 형태로 에너지를 방출할 수 있다. 양성자들과 중성자들은 강한 상호작용을 통해 결합한 다음 주로 전자기 상호작용을 통해 전자들과 더불어 원자등을 형성할 수 있다. 암흑 물질은 중력을 통해서만 상호작용하는 것처럼 보이기 때문에(암흑 물질이 더 잘 이해될 때까지는, 이것은 단지 추측일 뿐이지만, 그리고 아마도 어떤 수단을 통해서는 약한 상호작용보다 더 강하지 않을 수도 있다), 암흑 물질이 그렇게 다양한 상호작용을 할 수 있다는 증거는 없다.
2015-2017년에, 중간-질량 블랙홀들의 병합을 감지한 중력파 측정의 결과로 고밀도의 암흑 물질이 원시 블랙홀들로 구성되어 있다는 주장이 다시 제기되었다. 약 30 태양 질량을 가진 블랙홀은 항성 붕괴(일반적으로 태양 질량 15 미만)나 은하 중심의 블랙홀 병합(수백만 또는 수십억 태양 질량)에 의해 형성될 것으로 예측되지 않는다. 감지된 병합을 일으키는 중간-질량 블랙홀은 밀도가 높은 영역이 붕괴되면서 우주의 뜨겁고 밀도가 높은 초기 단계에서 형성되었는 주장이 제기되었다. 약 1,000개의 초신성에 대한 이후의 조사에서는 중력렌즈 현상이 전혀 감지되지 않었는데, 특정 질량 범위 이상의 중간-질량 원시 블랙홀이 암흑 물질의 대부분을 차지한다면 약 8개 정도가 예상될 때였다.
암흑물질은 일반물질과 반응할 때 고유의 감마선을 내뿜는 반물질도 아니고 우리가 감지 할 수 있는 입자를 방출하는 구름과 같은 일반물질도 아니며 모든 곳에 퍼져있는 것으로 감지되기에 주변에 매우 강력한 영향을 주는 블랙홀도 아니다.
멀리있는 은하들일수록 적색편이가 크다는 사실을 알아내어, 공간의 팽창에 따라 빛의 파장이 늘어지면서 일어나는 적색편이를 통해 우주 자체가 팽창한다는 사실을 밝혀낸 허블의 연구와 덧붙여 최근의 연구에서 우주의 팽창이 빨라진다는 사실을 밝혀냈는데, 이는 작용하는 중력에 반대로 작용하는 힘이 있다는 것을 의미하고 이를 암흑에너지라고 부른다.
60-70년대에 체게적으로 은하 회전속도를 측정하였는데, 예측과 달리 은하의 중심부에서 외곽으로 멀어질수록 회전속도가 감소하지 않음을 발견하였고, 이는 은하 외곽에 별들의 질량을 압도할 정도로 많은 양의 보이지 않는 질량이 존재하지 않으면 설명할 수 없는 현상이며 그렇기에 암흑물질의 근거가된다.
백색왜성이 주변으로부터 물질을 흡수하던 중 태양질량의 약 1.4배 정도의 질량에 도달하게되면 자체중력을 이기지 못하고 붕괴하여 1A형 초신성이 발생하게 되는데, 1.4.배 정도의 질량에 도달하게되면 발생하기에 그 밝기가 항상 동일하다는 특성을 지닌다. 이를 통하여 각각의 거리와 적색편이 사이의 관계를 측정하면 멀리 있었던 1A형 초신성의 광도가 더 어둡게 측정된다는 사실을 알아 낼 수 있고, 이는 실제거리는 더 가깝다는 의미가 된다. 즉 가까이 있는 별이 멀리있는 별보다 더 빠르게 멀어지고있다는 의미가 되며 결국 우주의 팽창속도가 점점 빨라진다고 해석할 수 있다. 중력의 지속적인 감속효과로 점점 줄어들어야하는 우주의 팽창속도가 점점 빨라진다는 것은 암흑에너지의 존재를 나타내는 근거이다.
암흑물질은 그 어떤 파장으로도 빛이나 입자를 전혀, 혹은 거의 방출하지 않으며 다른 입자들과 상호 작용을 하지 않기 때문에 중력과 중력 때문에 발생하는 중력렌즈 현상을 제외하면 탐지가 불가능하다. 아직까지 검출된 적은 없지만, 태양계나 지구 주변의 공간에도 소량의 암흑물질 입자들이 떠돌아다니고 있을 가능성이 높다.
원자 크기의 원시 블랙홀들이 암흑 물질의 상당 부분을 차지할 가능성은 보이저 1호 우주선이 태양의 태양권 외부에서 양전자와 전자 선속(flux)들을 측정한 결과 배제되었다. 아주 작은 블랙홀들이 호킹 복사를 방출한다고 이론화되어 있다. 그러나 감지된 플럭스는 너무 낮았고 예상되는 에너지 스펙트럼을 갖지 않았으며, 이는 작은 원시 블랙홀이 암흑 물질을 설명할 만큼 충분히 널리 퍼져 있지 않음을 시사한다. 그럼에도 불구하고 암흑 물질 냉각에 대한 접근을 포함하여 암흑 물질에 대한 고밀도 암흑 물질 설명을 제안하는 연구와 이론이 2018년 현재까지 계속되고 있으며 그 질문은 여전히 풀리지 않고 있다. 2019년에 안드로메다 관측에서 마이크로렌즈 효과의 부족은 작은 블랙홀이 존재하지 않는다는 것을 암시한다.
그러나 원시 블랙홀이 모든 암흑 물질을 설명할 수 있는 광학 마이크로렌즈 관측에 의해 제한될 수 있는 것보다 더 작은, 크게 제한되지 않은 질량 범위가 여전히 존재한다.

### 자유 스트리밍 길이
암흑물질은 차갑고 따뜻하며 뜨거운 범주로 나눌 수 있다. 이러한 범주는 실제 온도가 아닌 속도를 나타내며, 초기 우주에서 해당 물체가 우주 팽창으로 인해 느려지기 전에 임의의 움직임으로 인해 얼마나 멀리 이동했는지를 나타내는데, 이는 자유 스트리밍 길이 (free streaming length, FSL)라고 하는 중요한 거리이다. 이 길이보다 작은 원시 밀도 요동은 입자가 밀도가 높은 영역에서 밀도가 낮은 영역으로 퍼지면서 씻겨 나가지만 더 큰 요동은 영향을 받지 않는다. 따라서 이 길이는 이후 구조 형성을 위한 최소 척도를 설정한다.
범주들은 한 원시은하(나중에 왜소은하로 진화하는 물체)의 크기와 관련하여 설정된다. 암흑물질 입자들은 FSL에 따라 차갑고, 따뜻하거나, 떠는 뜨겁게 분류된다: 한 원시은하보다 훨씬 작거나(차가움), 비슷하거나(따뜻함), 또는 훨씬 더 크다(뜨거움). 위의 조합도 가능하다. 혼합 암흑물질(mixed dark matter) 이론은 1990년대 중반에 유행했지만 암흑 에너지의 발견 이후 퇴출되었다.
차가운 암흑 물질은 처음에 은하들이 형성되고 또한 나중 단계에서는 은하단들이 형성되는 상향식 구조의 형성에 이르고, 반면에 뜨거운 암흑 물질은 초기에 더 커다란 물질 덩어리들이 형성되고 나중에 별도의 은하들로 파편화되는 하향식 형성 시나리오를 초래할
것이다;[명료화 필요] 후자는 높은-적색편이 은하 관측들에 의해서 제외된다.

#### 변동 스펙트럼 효과들
이 범주들은 또한 변동 스펙트럼(fluctuation spectrum) 효과[추가 설명 필요]와 각 유형이 비상대론적이 된 대폭발(빅뱅) 이후의 간격에 해당한다. 데이비스Davis 등이 1985년에 다음과 같이 썼다:
후보 입자들은 변동 스펙트럼에 미치는 영향에 따라 세 가지 범주들로 그룹화할 수 있다(본드Bond 등 1983). 만일 암흑 물질이 재결합 직전까지 상대론적 상태를 유지하는 풍부한 가벼운 입자들로 구성되어 있으면 "뜨거운" 물질이라고 부를 수 있다. 뜨거운 암흑 물질에 대한 가장 좋은 후보는 한 중성미자이다 ... 두 번째 가능성은 암흑 물질 입자들은 중성미자보다 더 약하게 상호 작용하고 덜 풍부하며 1keV 정도의 질량을 가질 가능성이다. 이러한 입자들은 대규모 중성미자들보다 더 낮은 열 속도를 갖기 때문에 "따뜻한 암흑 물질"이라고 불린다 ... 현재 이 설명에 적합한 후보 입자들은 거의 없다. 중력미자들과 포티노들이 제안되었다 (페이글스Pagels와 프리맥Primack 1982; 본드Bond, 스잘레이Szalay와 터너Turner 1982) ... 매우 일찍 비상대론적이 되어, 무시할 수 있는 거리를 확산할 수 있었던, 모든 입자들을 "차가운" 암흑 물질(CDM)이라고 불린다. 초대칭 입자들을 포함하여 CDM에 대한 많은 후보들이 있다.
— 데이비스Davis, 에프스타티우Efstathiou, 프렌크Frenk와 화이트White (1985)

#### 대안적 정의들
또 다른 대략적인 구분선은 따뜻한 암흑 물질은 우주가 약 1년이 되었고, 또한 현재 크기의 100만분의 1이 되었을 때, 그리고 한 광자 온도가 270만 켈빈이었던 복사-지배 시대(Radiation-dominated era) (광자들과 중성미자들)에 비상대론적이 되었다는 것이다. 표준 물리 우주론은 복사-지배 시대에 입자 지평선 크기를 2 c t (빛의 속도에 시간을 곱한 값), 따라서 2광년을 제공한다. 이 크기의 지역은 오늘날 2백만 광년으로 확장될 것이다(구조 형성 없이). 실제 FSL은 위 길이의 약 5배인데, 왜냐하면 입자 속도가 비상대론적이 된 후 축척 계수에 반비례하여 감소함에 따라 계속 천천히 성장하기 때문이다. 이 예에서 FSL은, 오늘날, 평균적인 큰 은하를 포함하는 크기에 해당하는, 1천만 광년, 또는 3메가파섹들에 해당할 것이다.
270만 K 광자 온도는 250 전자볼트의 일반적인 광자 에너지를 제공하므로, 따뜻한 암흑 물질에 대한 일반적인 질량 척도를 설정한다: GeV–TeV 질량 WIMP들과 같이, 이보다 훨씬 더 무거운 입자는, 대폭발(빅뱅) 후 1년보다 훨씬 더 빨리 비상대론적이 될 것이고 또한 그래서 한 원시은하보다 훨씬 작은 FSL들을 갖지므로, 그것들을 차갑게 만든다. 반대로, 질량이 몇 eV에 불과한 중성미자들과 같은 훨씬 가벼운 입자들은, 한 원시은하보다 훨씬 큰 FSL들을 가지므로, 따라서 그것들을 뜨거운 것으로 간주한다.

#### 차가운 암흑물질
차가운 암흑물질은 대부분의 우주 관측들에 대한 가장 간단한 설명을 제공한다. 이것은 한 원시은하보다 훨씬 작은 한 FSL을 가진 구성요소로 구성된 암흑 물질이다. 뜨거운 암흑 물질은 은하나 은하단 형성을 지원할 수 없는 것 같고, 또한 대부분의 입자 후보들은 일찍 느려지기 때문에, 이것은 암흑 물질 연구의 초점이다.
차가운 암흑 물질의 구성 요소들은 알려져 있지 않다. 가능성들은 거대하고 조밀한 헤일로 물체들(MaCHOs)(블랙홀들 및 프레온 별들 같은) 또는 무거운 중입자 물체의 강력한 연관성(RAMBO)(예: 갈색왜성)와 같은 대형 물체로부터 WIMP들 및 액시온들과 같은 새로운 입자들에 이르기까지 다양하다.
대폭발 핵합성 및 중력렌즈 효과에 대한 연구들은 대부분의 우주론자들에게 MACHO가 암흑 물질의 한 작은 부분 이상을 구성할 수 없다는 것을 확신시켰다. A. 피터Peter에 따르면 "... 정말로 그럴듯한 암흑 물질 후보는 새로운 입자들뿐이다."
1997년 DAMA/NaI 실험과 2013년 후속 DAMA/LIBRA는, 지구를 통과하는 암흑 물질 입자들을 직접 감지했다고 주장했지만, 많은 연구자들은, 유사한 실험들의 부정적인 결과들이 DAMA 결과들과 양립할 수 없는 것처럼 보이기 때문에 회의적이다.
많은 초대칭 모형들은 WIMPy 가장 가벼운 초대칭 입자(LSP)의 형태로 암흑 물질 후보들을 제공한다. 별도로, 무거운 비활성 중성미자들은 시소 메커니즘(Seesaw mechanism)을 통해 작은 중성미자 질량을 설명하는 표준 모형에 대한 비대칭 확장들로 존재한다.

#### 따뜻한 암흑물질
따뜻한 암흑 물질은 한 원시은하의 크기와 비슷한 한 FSL을 가진 입자들로 구성된다. 따뜻한 암흑 물질에 기반한 예측들은 대규모에서의 차가운 암흑 물질에 대한 것들과 유사하지만, 그러나 소규모 밀도 섭동들이 더 적다. 이것은 왜소은하의 예측된 존재도를 감소시키고 또한 커다란 은하들의 중심 부분들에서 암흑 물질의 밀도를 낮추게끔 할 수 있다. 일부 연구자들은 이것이 관측들에 더 부합하다고 생각한다. 이 모형의 도전은 필요한 질량 ≈ 300 eV ~ 3000 eV 인 입자 후보들이 부족하다는 것이다.
알려진 어떤 입자들도 따뜻한 암흑 물질로 분류될 수 없다. 가정된 후보는 비활성 중성미자이다: 다른 중성미자들과 달리 약한 상호작용을 통하지 않는, 더 무겁고, 더 느린 형태의 중성미자이다. 스칼라-텐서-벡터 중력(scalar–tensor–vector gravity)과 같은, 일부 수정된 중력 이론들은, 그들의 방정식들이 작동하게 만드는 "따뜻한" 암흑 물질을 필요로 한다.

#### 뜨거운 암흑물질
뜨거운 암흑 물질은 그것들의 FSL이 한 원시은하의 크기보다 훨씬 큰 입자들로 구성된다. 중성미자는 그러한 한 입자에 인정된다. 그것들은 암흑 물질을 찾기 훨씬 이전에 독립적으로 발견되었다: 그것들은 1930년에 가정되었고, 또한 1956년에 탐지되었다. 중성미자들의 질량은 한 전자의 10-6보다 작다. 중성미자들은 중력과 약한 힘을 통해서만 정상 물질과 상호 작용하므로, 감지하기 어렵다(약한 힘은 작은 거리에서만 작동하므로, 그래서 한 중성미자는 핵과 정면으로 부딪히는 경우에만 한 약한 힘 사건을 촉발한다). 이것은, WIMP들과 반대로, 그것들을 "약하게 상호작용하는 가는 입자(WISP)"로 만든다.
중성미자들의 세 가지 알려진 맛깔들은 전자, 뮤온 및 타우이다. 그들의 질량들은 약간 다르다. 중성미자들은, 맛깔들이 움직일 때, 그들 사이에서 진동한다. 3개의 중성미자들(또는 셋 중 어떤 것이라도 개별적으로)의 집합적 평균 질량에 대한 한 정확한 상계(upper bound)를 결정하기 어렵다. 예를 들어, 만일 중성미자의 평균 질량이 50eV/c2(전자 질량의 10-5 미만) 이상이면, 우주는 붕괴될 것이다. CMB 데이터와 또한 다른 방법들은 그들의 평균 질량이 아마도 0.3eV/c2를 초과하지 않을 것을 나타낸다. 따라서, 관측된 중성미자들은 암흑 물질을 설명할 수 없다.
은하 크기의 밀도 요동들은 자유 스트리밍에 의해 씻겨 나가기 때문에, 뜨거운 암흑물질은 처음으로 형성 될 수있는 천체가, 은하들로 산산조각으로 부서지는 거대한 초은하단 크기인 팬케이크들을 형성할 수 있다는 것을 암시한다. 딥 필드 관측(deep field observation)들은 대신에 은하들이 먼저 형성되고, 은하들이 함께 덩어리지면서, 은하단들과 초은하단들이 뒤따른다는 것을 보여준다.

## 암흑 물질 입자들의 탐지
만일 암흑 물질이 아원자 입자들로 구성되어 있다면, 수백만, 아마도 수십억 개의, 그런 입자들이 매초 지구의 모든 제곱센티미터를 통과해야 한다. 많은 실험들이 이 가설을 테스트하는 것을 목표로 한다. WIMP들이 인기 있는 검색 후보들이었지만 엑시온에 대한 연구와 미래에 더 많은 연구가 계획되는 액시온 암흑 물질 실험(Axion Dark Matter Experiment, ADMX)과 더불어, 엑시온들은 다시 주목을 받고 있다. 또 다른 후보는 중력을 통해서만 일반 물질과 상호 작용하는 무거운 숨겨진 섹터(hidden sector) 입자들이다.
이러한 실험들은 두 가지 클래스들로 나눌 수 있다: 탐지기 내의 원자 핵에서 암흑물질 입자의 산란을 찾는, 직접 탐지하는 실험들; 그리고 암흑 물질 입자 쌍소멸이나 또는 붕괴의 산물을 찾는, 간접 탐지이다.

### 직접 탐지
직접 탐지 실험들은, (이론적으로) 지구를 통과하는, 암흑 물질 입자들과의 상호 작용에 의해 유도된 핵들의 저에너지 반동들(일반적으로 몇 keV)을 관측하는 것을 목표로 한다. 이러한 반동 후에 핵은 민감한 탐지 장치를 통과할 때, 섬광(scintillation) 또는 포논들의 형태로 에너지를 방출한다. 이를 효과적으로 수행하려면, 그도로 낮은 배경을 유지하는 것이 중요하며. 그것이 이러한 실험이 일반적으로 우주선들의 간섭이 최소화되는 깊은 지하에서 수행되는 이유이다. 직접 탐지 실험을 하는 지하 실험실들의 예로는 스타웰 광산(Stawell mine), 수단 광산(Soudan Mine), 서드베리의 SNOLAB 지하 연구소, 그란 사소 국립연구소(Laboratori Nazionali del Gran Sasso), 칸프랑 지하 연구소(Canfranc Underground Laboratory), 불비 지하 연구소(Boulby Underground laboratory), 샌포드 지하 연구시설(Sanford Underground Research Facility) 그리고 중국 진핑 지하 연구소(China Jinping Underground Laboratory)가 있다.
이러한 실험들은 주로 극저온의 또는 비활성 액체(noble liquid) 검출기 기술들을 사용한다. 100mK 미만의 온도에서 작동하는 극저온 감지기는 입자가 게르마늄과 같은 결정 흡수체의 한 원자에 부딪힐 때 생성되는 열을 감지한다. 비활성 기체 검출기는 액체 제논 또는 아르곤에서 입자 충돌로 생성된 섬광을 감지한다. 극저온 검출기 실험에는 다음을 포함한다: CDMS, CRESST, EDELWEISS, EURECA. 비활성 액체 실험들은 LZ, XENON, DEAP, ArDM, WARP, DarkSide, PandaX, 그리고 LUX 대규모 지하 제논 실험(Large Underground Xenon experiment)를 포함한다. 이 두 기술 모두 배경 입자들(주로 전자를 산란시키는)을 암흑 물질 입자들(핵을 산란시키는)로부터 구별하는 능력에 중점을 둔다. 다른 실험들로는 SIMPLE 및 PICASSO가 있다.
현재 직접 검출 실험에서 암흑 물질 검출에 대한 확고한 주장은 없었으며, 대신 이러한 암흑 물질 입자의 핵자들과의 질량과 상호작용 단면에 대한 강력한 상한선으로 이어졌다. DAMA/NaI 및 보다 최근의 DAMA/LIBRA 실험 협력은 탐지기들에서 사건들의 비율의 연간 변조를 감지했으며, 그들은 그것이 암흑 물질에 기인한다고 주장한다. 이것은 지구가 태양을 공전할 때, 암흑물질 헤일로에 대한 검출기의 속도가 약간 변할 것이라는 예상에서 비롯된다. 이 주장은 지금까지 확인되지 않았으며 또한 LUX, SuperCDMS 및 XENON100과 같은 다른 실험의 부정적인 결과들과 모순된다.
직접 검출 실험들의 특별한 경우는 지향성 감도를 가진 실험들을 다룬다. 이것은 은하중심 주위의 태양계 운동에 기반한 한 탐색 전략이다. 저압 시간 투영 챔버(time projection chamber)를 사용하면 반동 트랙에 대한 정보에 접근하고 WIMP-핵 운동학을 제한할 수 있다. 태양이 진행하는 방향(대략 백조자리 쪽으로)에서 오는 WIMP들은 ,등방성이어야 하는, 배경으로부터 분리될 수 있다. 지향성 암흑 물질 실험들은 DMTPC, DRIFT, Newage 및 MIMAC을 포함한다.

### 간접 탐지

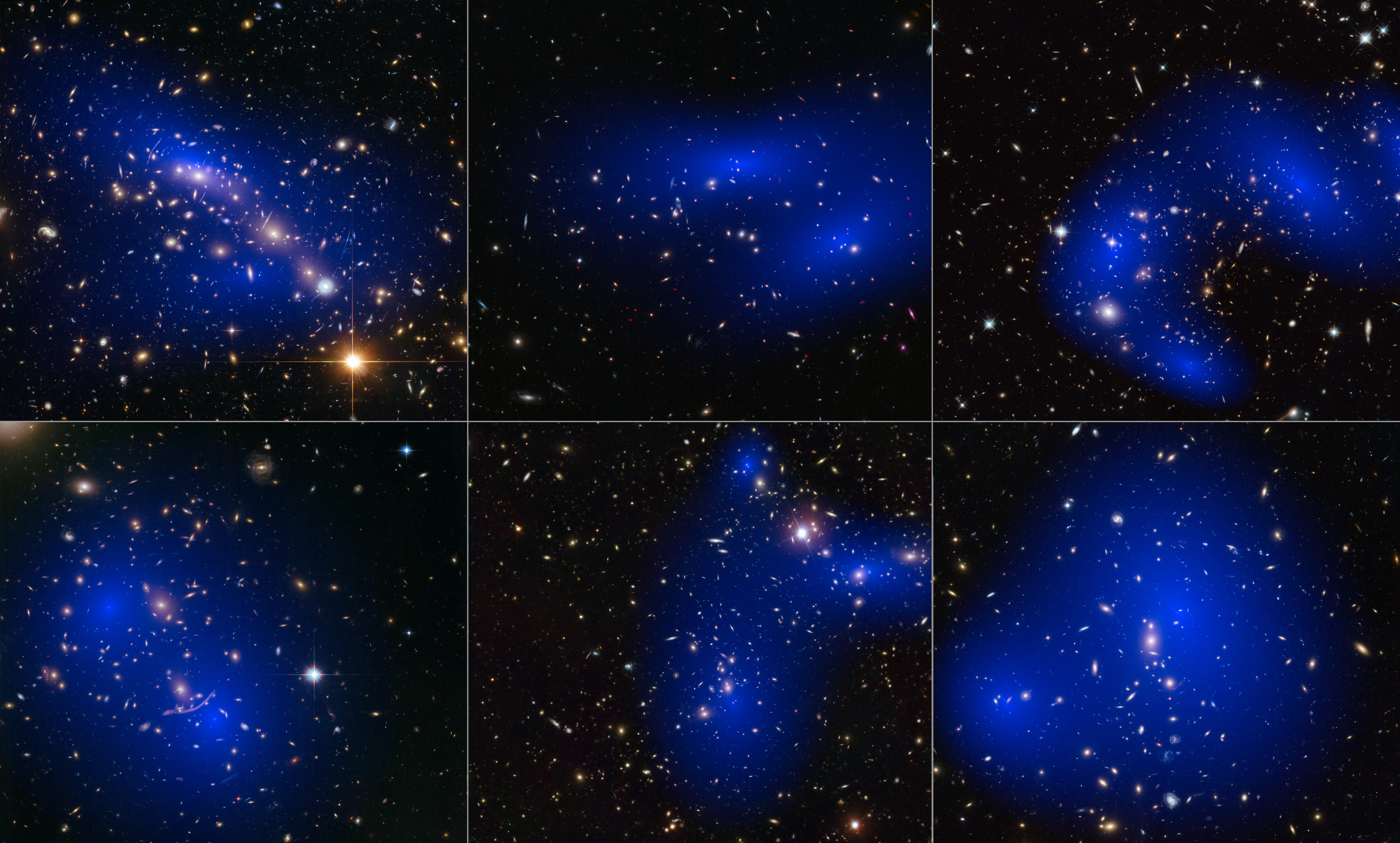
암흑 물질 지도와 6개의 은하단 충돌들의 콜라주. 은하단들이 충돌할 때 은하단들의 암흑 물질이 어떻게 행동하는지에 대한 연구에서 은하단이 관찰되었다.

간접 탐지 실험들은 우주 공간에서 암흑 물질 입자들의 자기 소멸 또는 붕괴의 산물을 검색한다. 예를 들어, 높은 암흑 물질 밀도 지역(예: 은하중심)에서는 두 개의 암흑 물질 입자들이 쌍소멸하여 감마선들 또는 표준 모형 입자-반입자 쌍들을 생성할 수 있다. 대안적으로, 만일 한 암흑 물질 입자가 불안정하면, 표준 모형(또는 다른) 입자로 붕괴될 수 있다. 이러한 과정은 우리 은하나 다른 곳의 고밀도 지역에서 나오는 과도한 감마선들, 반양성자들 또는 양전자들을 통해 간접적으로 감지할 수 있다. 이러한 검색들에 내재된 한 주요 어려움은 다양한 천체 물리학 소스들이 암흑 물질로부터 예상되는 신호를 모방할 수 있으므로, 따라서 한 결정적인 발견을 위해서는 여러 신호들이 필요할 수 있다는 것이다.
태양이나 지구를 통과하는 암흑 물질 입자둘 중 일부는 원자들을 흩어버리고 에너지를 잃을 수 있다. 따라서 암흑 물질은 이러한 천체의 중심에 축적되어, 충돌/쌍소멸의 가능성을 높일 수 있다. 이것은 고에너지 중성미자들의 형태로 독특한 신호를 생성할 수 있다. 그러한 신호는 WIMP 암흑 물질의 강력한 간접적 증거가 될 것이다. AMANDA, IceCube 그리고 ANTARES와 같은 고에너지 중성미자 망원경들은 이 신호를 찾고 있다. 2015년 9월 LIGO의 중력파들의 탐지는 암흑물질을 새로운 방식으로 관측할 수 있는 가능성을 열어주는데. 만일 원시 블랙홀들의 형태일 경우에 특히 그렇다.
암흑물질의 쌍소멸 또는 붕괴로 인한 그러한 방출을 찾기 위해 많은 실험적 탐사들이 수행되었으며, 그 예는 다음과 같다.
에너지 감마선 실험 망원경(EGRET)은 2008년에 우리은하에서 예상했던 것보다 더 많은 감마선들을 관찰했지만, 과학자들은 이것은 망원경의 감도를 잘못 추정했기 때문일 가능성이 가장 높다고 결론지었다.
페르미 감마선 우주 망원경은 유사한 감마선들을 찾고 있다. 2009년, 페르미 데이터에서 은하수 중심에서 나오는 아직 설명되지 않은 잉여 감마선들이 발견되었다. 이 은하 중심 GeV 초과는 암흑 물질 쌍소멸이나 또는 어떤 펄사들의 종족 때문일 수 있다. 2012년 4월, 대면적 망원경(Large Area Telescope) 기기에서 이전에 사용 가능한 데이터들의 한 분석은 은하중심에서 오는 감마선의 한 130GeV 신호에 대한 통계적 증거를 산출했다. WIMP 쌍소멸이 가장 그럴듯한 설명으로 여겨졌다.
더 높은 에너지에서, 지상 기반 감마선 망원경(ground-based gamma-ray telescopes)들은 왜소구형은하들과 은하단들에서 암흑 물질의 쌍소멸에 한계들을 설정했다.
PAMELA 실험(2006년 시작)은 과도한 양전자들을 감지했다. 암흑물질 소멸이나 펄사들로 인한 것일 수 있다. 어떠한 과도한 반양성자들도 관측되지 않았다.
2013년에 국제우주정거장의 알파 자기 분광계(Alpha Magnetic Spectrometer)로부터의 결과들은 암흑 물질 쌍소멸로 기인했을 수 있는 과도한 고에너지 우주선들을 나타냈다.

### 암흑 물질을 위한 충돌기 탐색들
자연에서 암흑 물질 입자를 탐지하는 또 다른 방법은 한 실험실에서 생성하는 것이다. 강입자 충돌기(LHC) 실험들은 LHC 양성자 빔의 충돌에서 생성된 암흑 물질 입자들을 감지할 수 있다. 암흑 물질 입자들은 정상 가시 물질과 무시할 수 있는 상호작용을 해야 하기 때문에, 다른 (무시할 수 없는) 충돌 산물들이 탐지된다고 하면, 탐지기들을 빠져나가는 (많은 양의) 손실된 에너지와 운동량으로 간접적으로 탐지될 수 있다. 암흑 물질에 대한 제약들은 유사한 원리를 사용하는 대형 전자-양전자 충돌기(LEP) 실험에서도 존재하지만, 쿼크들보다는 전자들과 암흑 물질 입자들의 상호 작용을 조사한다. 충돌기 탐색들을 통한 모든 발견은 발견된 입자가, 실제로, 암흑 물질임을 증명하기 위해서는 간접 또는 직접 탐지 부문들에서의 발견들에 의하여 확증되어야만 한다.

## 대안적 가설
암흑 물질이 아직 밝혀지지 않았기 때문에, 암흑 물질이 설명하기 위해 고안된 관측적 현상들을 설명하기 위한 다른 많은 가설들이 등장했다. 가장 일반적인 방법은 일반 상대성이론을 수정하는 것이다. 일반 상대성이론은 태양계 규모에서 잘 테스트되었지만, 은하계 또는 우주론적 척도에 대한 타당성은 잘 입증되지 않았다. 일반 상대성이론에 대한 적절한 수정은 원칙적으로 암흑 물질의 필요성을 제거할 수 있다. 이 클래스의 가장 잘 알려진 이론들은 수정 뉴턴 역학(MOND)와 그 상대론적 일반화인 텐서-벡터-스칼라 중력(TeVeS), f(R) 중력, 음의 질량(negative mass), 암흑 유체, 그리고 엔트로피적 중력이다. 대안 이론들은 아주 많다.
대안 가설들의 문제는 암흑 물질에 대한 관측적 증거가 매우 많은 독립적인 접근 방식들에서 나온다는 것이다(위의 "관측적 증거" 섹션 참조). 개별 관측을 설명하는 것은 가능하지만 암흑 물질이 없는 상태에서 모든 관측을 설명하는 것은 매우 어렵다. 그럼에도 불구하고, 엔트로피적 중력에서의 중력렌즈 효과에 대한 2016년 테스트와 또한 독특한 MOND 효과의 2020년 측정과 같은 대안 가설들에 대한 몇 가지 산발적인 성공들이 있었다.
대부분의 천체물리학자들 사이에서 지배적인 의견은 일반 상대성이론을 수정하면 관측적 증거의 일부를 맏을만큼 설명할 수 있지만, 우주내에 어떤 형태의 암흑 물질이 존재해야만 한다는 결론을 내리기에 아마도 충분한 데이터가 있다는 것이다.

## 대중 문화에서
암흑 물질은 사실적인 과학 주제들과 또한 공상 과학 소설 둘 다를 다루는 하이브리드 정기 간행물들에서 정기적으로 한 주제로 등장하며, 암흑 물질 자체는 "과학 소설의 소재"로서 언급되어 왔다. 암흑 물질의 언급은 소설에서 이루어진다. 이러한 경우, 그것은 보통 특별한 물리적 또는 마법적 특성으로 간주되며, 따라서 물리학과 우주론에서의 암흑 물질의 가설적 특성들과는 모순된다. 예를 들어, 《엑스파일》 에피소드 "소프트 라이트(Soft Light)"에서 암흑 물질은 관객의 무지에 의존하는 방식으로 한 플롯 장치 역할을 한다. 필립 풀먼의 《황금나침반 3부작》에서 암흑 물질에서 영감을 받은 물질인 "더스트(Dust)"가 눈에 띄게 등장하며, 또한 스티븐 백스터Stephen Baxter의 《질리 시퀀스(Xeelee Sequence)》에서 암흑 물질로 만들어진 존재들은 적대자들이다.
보다 광범위하게, "암흑 물질"이라는 문구는 보이지 않거나 또는 볼수 없는 것을 환기시키기 위해 은유적으로 사용된다.

## 갤러리
|  |  |  |  |  |

## 같이 보기
관련 이론
- 암흑 에너지 – 우주의 팽창을 가속시키는 우주론의 알려지지 않은 속성
- 등각 중력(Conformal gravity) – 바일 변환에서 변하지 않는 중력 이론
- 밀도파 이론(Density wave theory) – 은하보다 느리게 움직이는 압축 가스의 파동이 은하의 구조를 유지한다는 이론
- 엔트로피적 중력 – 중력을 엔트로피 힘으로 설명하는 현대 물리학 이론
- 암흑 복사(Dark radiation) – 암흑 물질의 상호작용을 매개하는 가정된 유형의 복사선
- 무거운 중력(Massive Gravity) – 중력자의 질량이 0이 아닌 중력 이론
- 비입자 물리학(Unparticle physics) – 입자로 설명할 수 없는 물질의 형태를 추측하는 사변적 이론

실험
- DEAP - 액체 아르곤을 표적 물질로 사용하는 직접 암흑 물질 탐색 실험
- LZ 실험(LZ experiment) - 대형 지하 암흑 물질 탐지기
- 암흑 물질 입자 탐색기(Dark Matter Particle Explorer)(DAMPE) - 2015년 12월 발사된 중국과학원(CAS) 위성
- 일반 반입자 분광기(General antiparticle spectrometer)
- 암흑물질 탐지를 위한 다중 메신저 접근법(MULTImessenger Approach for DARK Matter Detection)
- 일러스트리스 프로젝트(Illustris project) – 컴퓨터 시뮬레이션 우주, 천체 물리학 시뮬레이션
- 미래의 원형 충돌기(Future Circular Collider) – CERN에서 제안된 LHC 이후 입자 가속기, 스위스 제네바, 입자 가속기 연구 인프라

암흑물질 후보
- 가벼운 암흑 물질(Light dark matter) – 1 GeV 미만의 질량을 가진 약하게 상호작용하는 거대 암흑물질 입자 후보
- 그림자 물질(Mirror matter) – 일반 물질에 대한 가설적 대응물
- 별난 물질(Exotic matter) – 모든 종류의 비중입자 물질
- 뉴트랄리노(Neutralino) – 게이지와 힉스 보손의 초파트너로부터 형성된 중성 질량 고유 상태
- 암흑 은하(Dark galaxy) – 별이 없거나 매우 적은 가설상의 은하
- 스칼라장 암흑 물질(Scalar field dark matter) – 추론된 암흑 물질을 설명하기 위해 가정된 고전적, 최소 결합 스칼라장
- 자체 상호작용하는 암흑 물질(Self-interacting dark matter) – 강력한 자기 상호작용을 하는 입자로 구성된 암흑 물질의 가설적 형태
- 약하게 상호작용하는 무거운 입자(Weakly interacting massive particles) (WIMP) – 암흑 물질을 구성하는 것으로 생각되는 가설의 입자
- 약하게 상호작용하는 얇은 입자(Weakly interacting slim particle) (WISP) — WIMP에 대한 저질량 대응물
- 강하게 상호작용하는 거대 입자(Strongly interacting massive particle) (SIMP) – 일반 물질과 강하게 상호작용하지만, 이것에도 불구하고 추정된 암흑 물질을 형성할 수 있는 가설의 입자
- 카멜레온 입자(Chameleon particle) – 중력보다 약하게 물질에 결합하는 가설의 스칼라 입자

기타
- 은하 중심 GeV 과도(Galactic Center GeV Excess) – 우리은하 중심의 설명되지 않는 감마선 복사

## 노트
1. ↑  암흑 에너지는 물질로 간주되지 않기 때문에, 이것은 ⁠26.8/4.9 + 26.8⁠ = 0.845
2. ↑  암흑 물질의 작은 부분은 중입자 및 중성미자이다. 중입자 암흑 물질(Baryonic dark matter)를 참조하라.
3. ↑  암흑 에너지는 오늘날 우주상수의 대용으로 자주 사용되는 용어이다. 암흑 에너지가 반드시 일정하기보다는 알려지지 않은 방식으로 척도인자에 의존할 수 있다는 점을 제외하고는 기본적으로 동일하다.
4. ↑  이것은 쉘 정리(shell theorem)와 나선은하가 2D에서 상당 부분 구형 대칭이라는 관찰의 결과이다.

### 인용된 저술
- Randall, Lisa (2015). 《Dark Matter and the Dinosaurs: The Astounding Interconnectedness of the Universe》. New York: Ecco / Harper Collins Publishers.; 리사 랜들 (2016). 《암흑 물질과 공룡》. 김명남 역. 사이언스 북스.

## 추가 자료
- Hossenfelder, Sabine; McGaugh, Stacy S. (August 2018). "Is dark matter real?". Scientific American. Vol. 319, no. 2. pp. 36–43.